# O.Torvald
О.Torvald – ukraiński zespół rockowy, założony w 2005 roku w Połtawie.
W 2006 muzycy zespołu przeprowadzili się do Kijowa, a w 2008 wydali swój debiutancki album studyjny, zatytułowany po prostu O.Torvald. Ich druga płyta, zatytułowana W tobi, ukazała się w 2011 roku. W 2012 roku wydali dwa kolejne albumy długogrające: Akustycznyj і Prymat. W 2014 wyszła ich piąta płyta studyjna, zatytułowana Ty je.
W maju 2017 roku z piosenką „Time” reprezentowali Ukrainę w finale 62. Konkursu Piosenki Eurowizji w Kijowie.

## Historia zespołu
Historia zespołu zaczyna się z dziecięcej znajomości Żenii Hałycza z Denysem Miziukiem. Pragnienie chłopców, aby grać rock’n’rolla, doprowadziło do utworzenia w 1999 roku zespołu o nazwie Kruty! Pedali, który przetrwał do 2005 roku. 4 listopada 2005 roku w Połtawie Jewhen Hałycz i Denys Miziuk założyli zespół О.Torvald, do którego składu dołączyli: Ołeksandr Neczyporenko (gitara), Ihor Odariuk (gitara basowa) i Andrij Łytwynok (perkusja). Po pięciu miesiącach współpracy muzycy przeprowadzili się do Kijowa, gdzie wynajęli wspólnie prywatne mieszkanie.

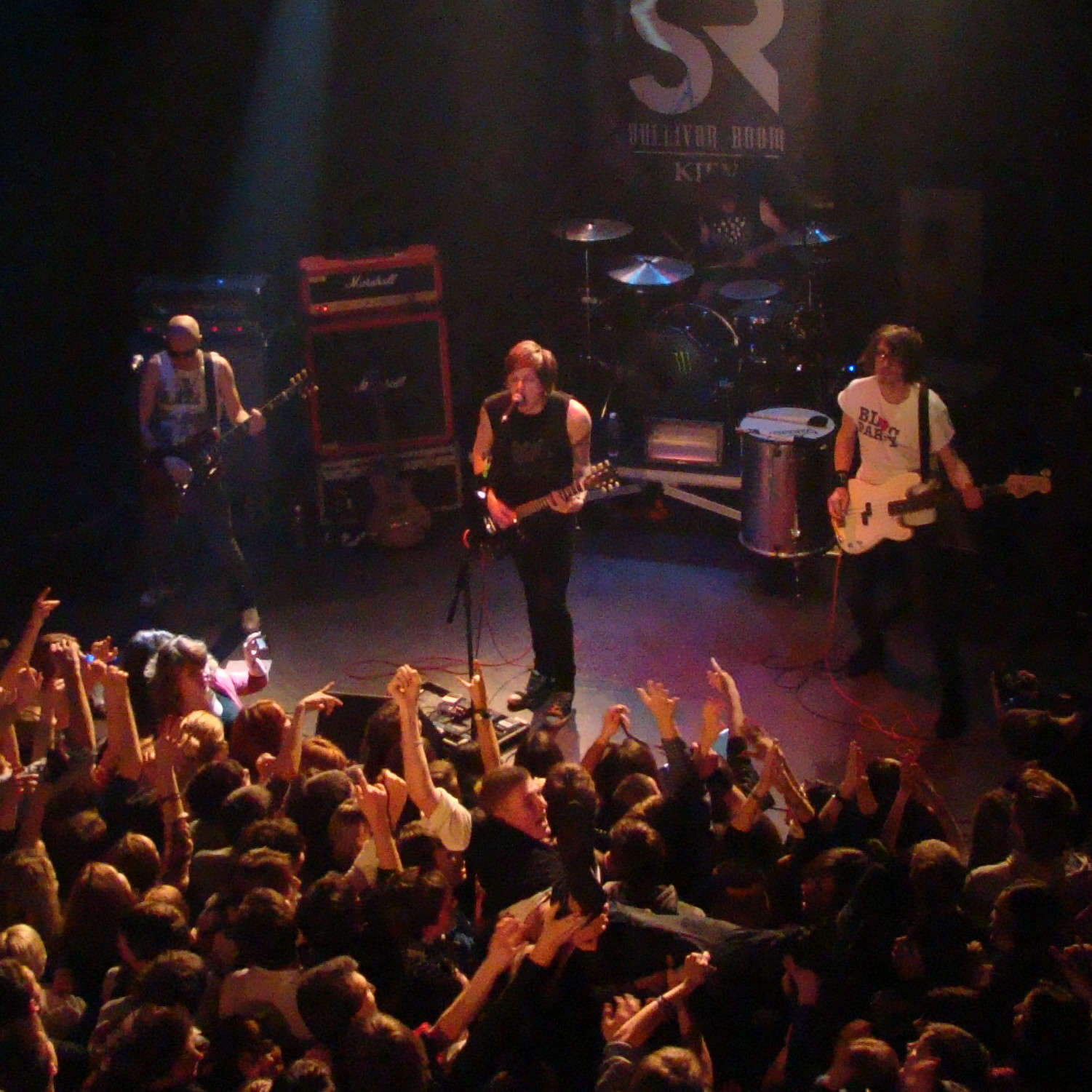
O.Torvald podczas koncertu, 2012

Brali udział w licznych festiwalach, takich jak m.in. Czerwona ruta, Perłyny sezonu czy Tawrijski ihry. Równocześnie pisali swoje autorskie piosenki, a pod koniec 2007 roku w jednym z kijowskich studiów zaczęli nagrywać debiutancki album. Płyta, zatytułowana po prostu O.Torvald, ukazała się w 2008 roku. We wrześniu 2011 roku wydali drugi album studyjny, zatytułowany W tobi, na którym znalazło się dwanaście piosenek. W ramach promocji wyruszyli w trasę koncertową, obejmującą koncerty w trzydziestu miastach Ukrainy.
W lutym 2012 roku zorganizowali akustyczne koncerty. W kwietniu wydali album, zatytułowany Akustycznyj, równolegle tworzyli też materiał na trzecią płytę studyjną. Latem zagrali na ok. dwudziestu festiwalach, takich jak m.in.: Prosto Rock, Kraszcze misto, Zachid czy Ekolomyja. Na festiwalu Global Gathering, wspólnie z DJ Tapolsky i VovKING, przedstawili wspólny rockowo-elektroniczną EP-kę, zatytutułowaną Wykorystowuj nas. 23 listopada tego samego roku wydali swoją trzecią płtyę studyjną pt. Prymat.

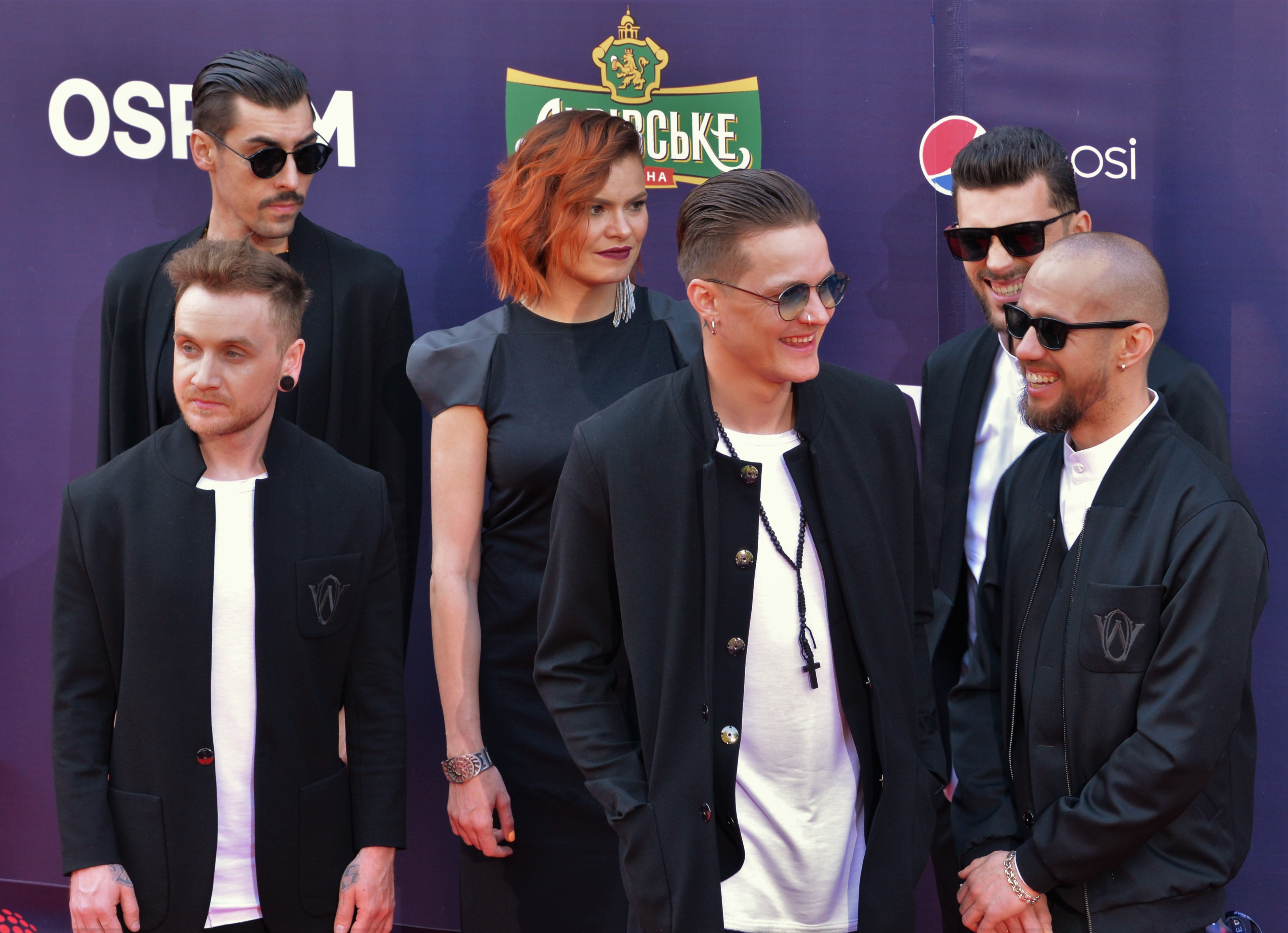
O.Torvald na ceremonii rozpoczęcia 62. Konkursu Piosenki Eurowizji w Kijowie, maj 2017

4 grudnia 2014 roku wydali piąty album studyjny, zatytułowany Ty je. Wiosną 2015 roku wzięli udział w przesłuchaniach do dziewiątej edycji programu telewizji Polsat Must Be the Music. Tylko muzyka, jednak nie zakwalifikowali się do stawki półfinałowej. Latem tego samego roku wystąpili na festiwalu Przystanek Woodstock, a w listopadzie 2015 roku rozpoczęli trasę koncertową, obejmującą występy w największych miastach Polski.
W 2016 roku wydali szósty album studyjny, zatytułowany #NasziLudyWsiudy. W lutym 2017 roku z piosenką „Time” wygrali ukraińskie eliminacje eurowizyjne, dzięki czemu zostali wybrani na reprezentantów Ukrainy, gospodarzy 62. Konkursu Piosenki Eurowizji organizowanego w maju w Kijowie. Jako reprezentanci gospodarzy mieli zapewnione miejsce w finale widowiska, 13 maja wystąpili w finale konkursu i zajęli w nim dwudzieste czwarte miejsce po uzyskaniu 36 punktów. W marcu 2018 roku wyruszyli w międzynarodową trasę koncertową, obejmującą występy w Polskę, Niemczech, Austrii i Czechach.

## Muzycy
Obecny skład zespołu
- Jewhen Hałycz – wokal (od 2005); gitara rytmiczna (od 2011)
- Denys Miziuk – gitara prowadząca, wokal wspierający (od 2005)
- Mykoła Rajda – DJ, klawiszowiec (od 2008)
- Mykyta Wasyliew – gitara basowa, wokal wspierający (od 2014)
- Ołeksandr Sołocha – perkusja (od 2011)

Byli członkowie zespołu
- Ołeksandr Neczyporenko – gitara rytmiczna (2005–2011)
- Andrij Łytwynok – perkusja (2005–2008)
- Wołodymyr Jakowlew – perkusja (2008–2011)
- Ihor Odariuk – gitara basowa (2005–2010)
- Dmytro Maliczew – gitara basowa (2010–2011)
- Jewhen Iljin – gitara basowa (2011)
- Wołodymyr Jaroszenko – gitara basowa (2011–2014)

## Dyskografia

### Albumy studyjne
- O.Torvald (2008)[3]
- W tobi (2011)
- Akustycznyj (2012)
- Wykorystowuj nas (EP) (2012)[4]
- Prymat (2012)
- Ty je (2014)
- #NasziLudyWsiudy (2016)

## Galeria

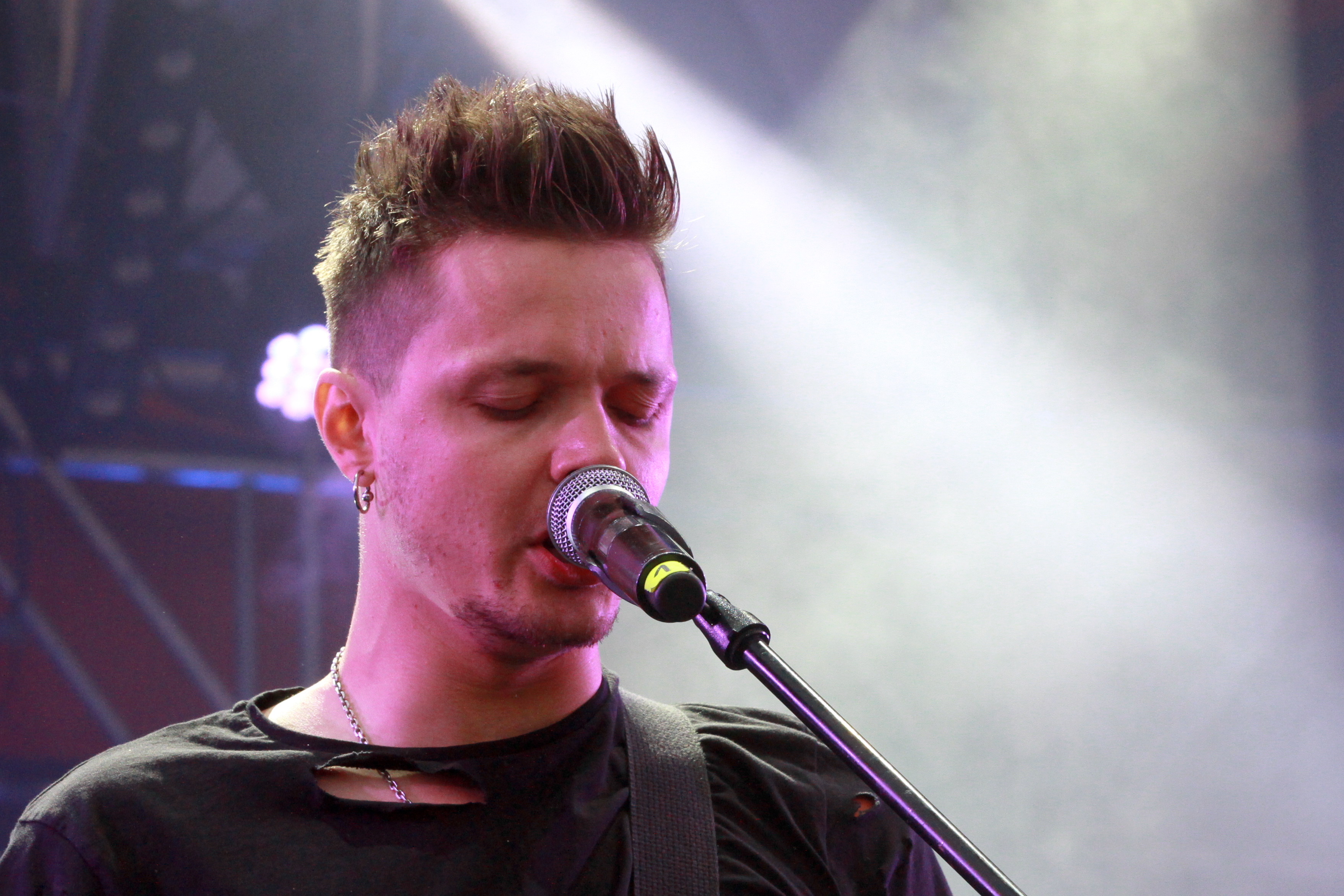
Żenia Hałycz, Woodstock 2015
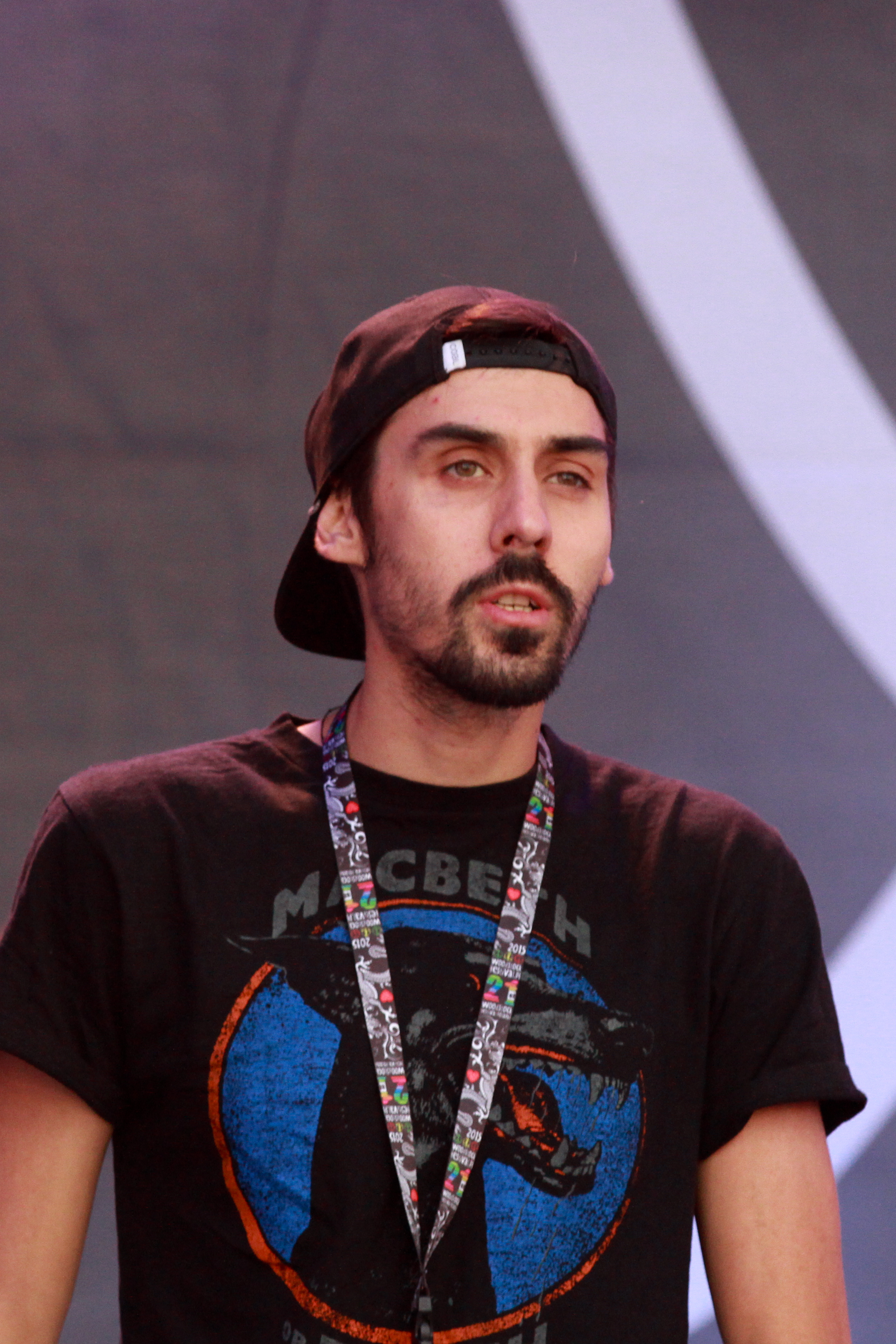
Mykoła Rajda, Woodstock 2015
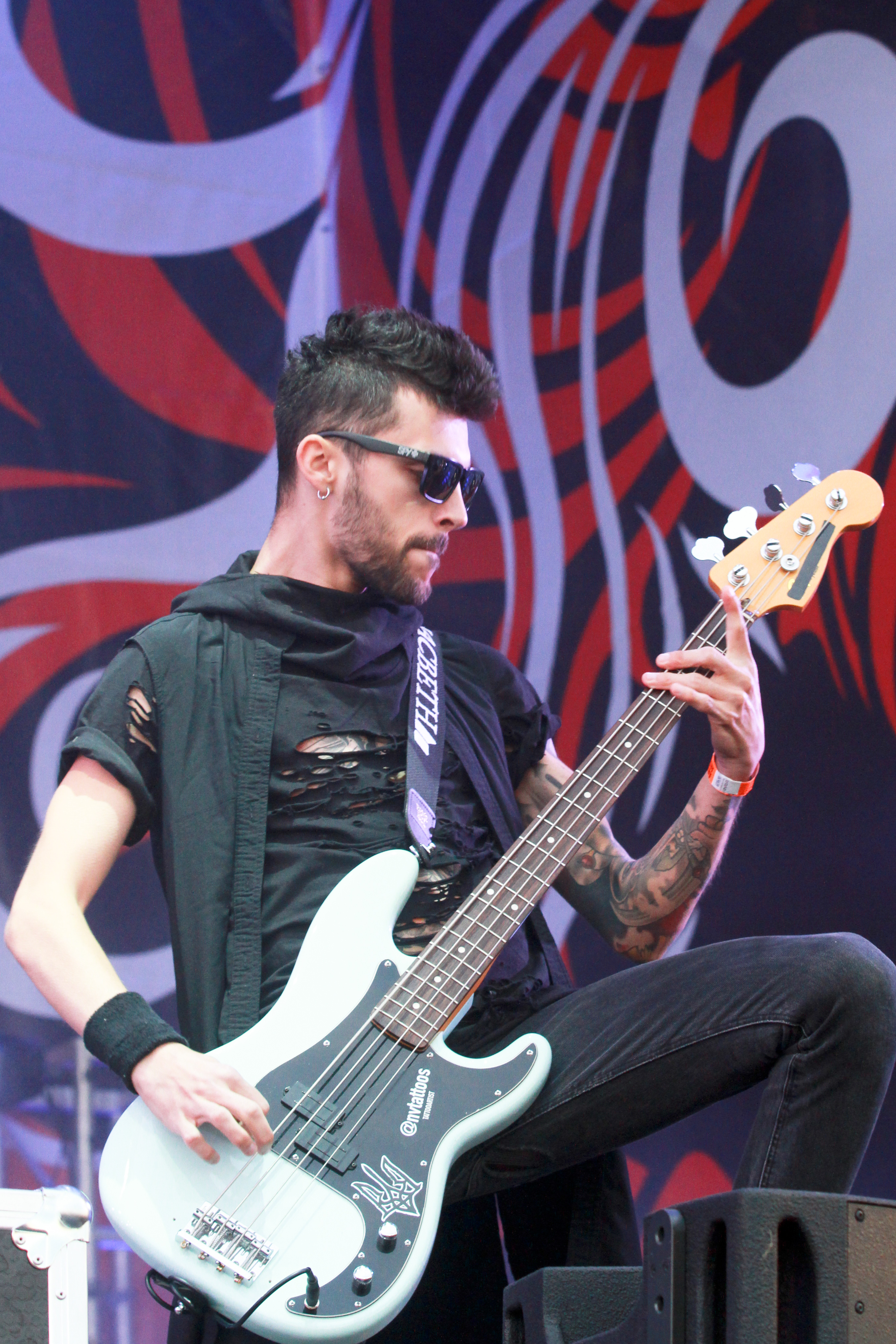
Mykyta Wasyliew, Woodstock 2015